# Codex Veronensis (Psalter)
Der Codex Veronensis ist eine illuminierte Handschrift aus dem 6. Jahrhundert. Sie enthält die Psalmen in griechischer und lateinischer Sprache, dazu acht weitere biblische Gesänge (Oden).
Die Handschrift besteht aus 405 Pergamentblättern, die in zwei Spalten zu je 28 Zeilen beschrieben sind. Auf der linken Seite ist der griechische Text, auf der rechten der lateinische. Der Text hat nur wenige Lücken (Lacunae). Diese wurden von späterer Hand ergänzt. Der griechische Text folgt der westlichen Fassung (Psalterium Gallicum).
Die acht Oden sind aus verschiedenen biblischen Büchern zusammengestellt (Ex 15,1–21; Dtn 32,1–44; 1 Sam 2,1–10; Jes 5,1–9; Jona 2,3–10; Hab 3,1–10; Magnificat aus dem Lukasevangelium; Dan 3,23 ff.).
Der Text wurde 1740 erstmals von Giuseppe Bianchini gedruckt. Die Handschrift befindet sich in der Dombibliothek (Biblioteca Capitolare) in Verona. Ein Faksimile wurde bisher nicht erstellt.